# 心のフェロモン
「心のフェロモン」（こころのふぇろもん）は、シェキドルのインディーズデビューシングル。2000年11月1日発売。

## 概要
テレビ東京系「アイドルをさがせ!」エンディングテーマ。
TBS系「さんまのスーパーからくりTV」エンディングテーマ。

## 収録曲
全作詞・作曲・編曲：つんく
1. 心のフェロモン
2. だってだって
3. 心のフェロモン (Instrumental)

## 参加ミュージシャン
心のフェロモン
- ドラム&アコースティックギター&コーラス：つんく
- ベース&ピアノ&オルガン：永井ルイ
- エレクトリックギター：鈴木俊介・ヤスノリ

だってだって
- ドラム&パーカッション&アコースティックギター：つんく
- ベース：美久月千晴
- エレクトリックギター：高橋諭一
- コーラス：シェキドル